# Prunus schlechteri
Prunus schlechteri — вид квіткових рослин з родини трояндових (Rosaceae). Ареал охоплює такі країни: Індонезія (Папуа), Папуа-Нова Гвінея (архіпелаг Бісмарка, Північні Соломонові острови), Соломонові острови.

## Середовище
Росте в низинних та гірських лісах на висоті від 60 до 2000 метрів. Основними загрозами для цього виду є вирубка лісів та руйнування середовища існування через перетворення на сільськогосподарські угіддя та плантації. Враховуючи чисельність виду та поширення на різних висотах, це не є серйозною загрозою для виду по всьому його ареалу.

## Морфологічна характеристика
Це велике дерево першого ярусу до 47 м заввишки або невелике дерево другого ярусу до 20 м заввишки.

## Використання
Корінні народи жують м'якуш кори, щоб полегшити зубний біль, або застосовують це зовнішньо для зняття болю у м'язах.